# 남안동 나들목
남안동 나들목(S.Andong IC)은 경상북도 안동시 일직면 조탑리와 국곡리에 걸쳐 있는 중앙고속도로의 21번 교차로이다. 일직면, 남후면, 안동시내로 진출할 수 있으며, 인근에 권정생 어린이 문학관이 있다. 서울이나 춘천, 원주 등지에서 의성군으로 진출하려면 의성 나들목보다 남안동 나들목으로 진출하는 것이 더 빠르므로, 부산 방면 교통표지판에는 괄호로 '(의성읍)'을 병기하였다.

## 연혁
- 1995년 8월 29일 : 중앙고속도로 칠곡 ~ 서안동 구간 개통과 함께 영업 개시[1]

## 구조물 정보
- 위치: 경상북도 안동시 일직면 조탑리, 국곡리
- 영업소: 경상북도 안동시 일직면 간평길 324

## 접속하는 노선
- 지방도 제914호선 (풍일로)

## 교통량 정보
| 요금소          | 통행량 (대/일) | 통행량 (대/일) | 통행량 (대/일) | 통행량 (대/일) | 통행량 (대/일) | 통행량 (대/일) | 통행량 (대/일) | 통행량 (대/일) | 통행량 (대/일) | 통행량 (대/일) | 각주  |
| 요금소          | 2001년         | 2002년         | 2003년         | 2004년         | 2005년         | 2006년         | 2007년         | 2008년         | 2009년         | 2010년         | 각주  |
| --------------- | -------------- | -------------- | -------------- | -------------- | -------------- | -------------- | -------------- | -------------- | -------------- | -------------- | ----- |
| 남안동 (폐쇄식) | 3,722          | 4,312          | 4,455          | 4,434          | 4,260          | 4,230          | 4,384          | 4,279          | 4,571          | 4,771          | [ 2 ] |
| 요금소          | 2011년         | 2012년         | 2013년         | 2014년         | 2015년         | 2016년         | 2017년         | 2018년         | 2019년         |                | [ 2 ] |
| 남안동 (폐쇄식) | 4,721          | 4,726          | 5,037          | 5,213          | 5,473          | 5,779          | 5,742          | 5,900          | 6,071          |                | [ 2 ] |